# The Bends
The Bends, lansat în 1995, este al doilea album al formației rock engleze Radiohead. Radiohead era pe drumul către celebritate, mai ales în Statele Unite, grație succesului uriaș al cântecului "Creep" de pe primul lor album, "Pablo Honey". "The Bends" s-a bucurat de o recepție mai bună și le-a asigurat mebrilor trupei rolul de vârf de lance al mișcării independente din rockul alternativ britanic al anilor 1990. Deși a reprezentat doar un succes modest în America (rămânând până astăzi în umbra lui "Creep" și a următoarelor albume ale trupei), albumul rămâne foarte cunoscut în Marea Britanie, unde este apreciat și de cei nemulțumiți de opera ulterioară a formației. Stilul muzical al albumului a devenit o referință pentru trupele britanice din ultima perioadă.

## Lista pieselor
- Toate piesele sunt scrise de Radiohead.

1. „Planet Telex” – 4:19
2. „The Bends” – 4:04
3. „High and Dry” – 4:20
4. „Fake Plastic Trees” – 4:51
5. „Bones” – 3:08
6. „(Nice Dream)” – 3:54
7. „Just” – 3:54
8. „My Iron Lung” – 4:37
9. „Bullet Proof... I Wish I Was” – 3:29
10. „Black Star” – 4:07
11. „Sulk” – 3:43
12. „Street Spirit (Fade Out)” – 4:12